# Årjängs kommun
Årjängs kommun er en kommune i Värmlands län, Sverige med 9.000 indbyggere (2006).
59°23′00″N 12°08′00″Ø / 59.383333333333°N 12.133333333333°Ø